# Hamðismál
Hamðismál es el poema heroico con el cual finaliza la Edda poética, y de ese modo la colección completa.
Gudrun era la esposa del héroe Sigurd, quien dio muerte a sus cuñados. Con Sigurd tuvo una hija llamada Svanhild, que se había casado con el rey godo Hermanarico (Jörmunrekkr). Hermanarico había hecho pisotear por caballos a Svanhild hasta la muerte y debido a esto Gudrun desea tomar venganza, y convence a sus hijos (de un matrimonio posterior con Jonakr) de matar a Hermanarico, cf. Guðrúnarhvöt.
La composición es considerada como una de las más antiguas de los poemas heroicos, siendo probablemente del siglo IX. Da una impresión arcaica por su lenguaje amargo y lacónico.